# Шпаково (Полтавская область)
Шпако́во (укр. Шпакове) — село, Дибровский сельский совет, Миргородский район, Полтавская область, Украина.
Код КОАТУУ — 5323281808. Население по переписи 2001 года составляло 11 человек.

## Географическое положение
Село Шпаково примыкает к селу Веселое, в 1-м км находится село Котляры.